# Mare ducat
Un mare ducat este un teritoriu al cărui șef de stat este un monarh sau un mare duce sau mare ducesă. Pe parcursul secolului al XIX-lea au existat simultan 14 ducate mari în Europa (dintre care câteva au fost create pentru prima oară ca exclave ale  imperiului napoleonic, dar mai târziu au fost re-create, de obicei cu granițe diferite, sub o altă dinastie. Unele dintre acestea erau inependente și suverane (Marele Ducat de Baden, Marele Ducat Hessa, Ducatul Mecklenburg-Schwerin, Ducatul Mecklenburg-Strelitz, Marele Ducat de Oldenburg, Ducatul Saxa-Weimar și Marele Ducat de Toscana), altele suverane, însă aflate sub uniune personală, unde  două sau mai multe ducate au același monarh (Ducatul Finlandei, Marele Ducat de Luxemburg, Transilvania), unele dintre ele erau state-client ale unor ducate mai puternice (Marele Ducat de Berg), iar unele ale căror limite teritoriale erau nominale, iar poziția pur titulară (Marele Ducat de Frankfurt).
În sec. al XXI-lea, doar Luxemburgul rămâne un mare ducat.

## Luxemburg
Și-a recăpătat independența față de  Franța napoleoniană și a devenit un mare ducat suveran în 1815 prin decizia  Congresului de la Viena care se ocupa de consecințele politice ale  războaielor napoleoniene. Congresul a decis ca Marele Ducat de Luxemburg să fie sub controlul noului  Regat Unit al Țărilor de Jos, care cuprindea Țările de Jos și Belgia. Luxemburgul a rămas în uniune personală cu coroana Țărilor de Jos până în 1890, când  Willem III, regele Olandei și Marele Duce al Luxemburgului, a murit.